# Retorbido
Retorbido là một đô thị ở tỉnh Pavia trong vùng Lombardia của Ý, có cự ly khoảng 60 km về phía nam của Milan và khoảng 30 km về phía tây nam của Pavia. Tại thời điểm ngày 31 tháng 12 năm 2004, đô thị này có dân số 1.242 người và diện tích là 11,7 km².
Retorbido giáp các đô thị sau: Codevilla, Rivanazzano, Rocca Susella, Torrazza Coste, Voghera.